# Dick Garrard
Dick Garrard, celým jménem Richard Edward Garrard (21. ledna 1911 Geelong – 3. března 2003 Geelong), byl australský reprezentant v zápase ve volném stylu. Třikrát se zúčastnil olympijských her a je jediným zápasníkem v Síni slávy australského sportu.
Je absolventem katolické Xavier College v Melbourne, věnoval se závodně vzpírání, plavání a surfingu, na zápas se zaměřil od roku 1926. V roce 1934 získal zlatou medaili v lehké váze na Hrách Britského impéria. V soutěži volnostylařů lehkých vah na Letních olympijských hrách 1936 vypadl po dvou porážkách a obsadil dělené dvanácté místo. V roce 1938 obhájil titul na Hrách Britského impéria. 
Po válce se vrátil ke sportu a na olympiádě v Londýně roku 1948 startoval ve velterové váze. Dokázal zde jako jediný australský zápasník v historii postoupit do olympijského finále, kde ho porazil Yaşar Doğu z Turecka. O dva roky později vyhrál Garrard potřetí v řadě na Hrách Britského impéria. Byl nominován i na olympijské hry 1952, kde ho ve třetím kole vyřadil Japonec Takeo Šimotori. Na mistrovství světa v zápasu ve volném stylu 1954 obsadil sedmé místo v pérové váze. Byl vlajkonošem australské výpravy na Hrách Commonwealthu a Britského impéria v roce 1954, kde se rozloučil ziskem bronzové medaile.
V účasti na domácí olympiádě v Melbourne v roce 1956 mu zabránilo vykloubené rameno, poté se rozhodl skončit se zápasením. Ve své kariéře absolvoval 525 utkání a byl pouze devětkrát poražen, desetkrát se stal zápasnickým mistrem Austrálie. V roce 1970 byl vyznamenán Řádem britského impéria. Po ukončení aktivní činnosti byl funkcionářem Mezinárodní zápasnické federace, mezinárodním rozhodčím a trenérem, vedl australskou reprezentaci na LOH 1972. Zúčastnil se štafety s olympijským ohněm před Letními olympijskými hrami 2000.
Jeho syn Dick Garrard byl australským reprezentantem ve veslování.